# Soumaïla Ouattara
Soumaïla Ouattara (Bobo-Dioulasso, 4 luglio 1995) è un calciatore burkinabé, difensore dell'Al Hudod.

## Carriera

### Club
Dopo aver giocato esordito nel campionato burkinabé con la maglia dell'ASF Bobo, si trasferisce in Costa d'Avorio firmando per il SOA. Nel 2016 firma per l'Ajax Cape Town, formazione della massima serie sudafricana.
Tra il 2018 e il 2021 gioca nuovamente in patria con la maglia del Rahimo con cui, oltre a vincere tre titoli, esordisce nelle competizioni continentali africane. Nel 2021 si trasferisce in Marocco, vestendo dapprima la maglia del Raja Casablanca, poi quella del FUS Rabat.

### Nazionale
Esordisce in nazionale maggiore nel 2019. L'anno successivo, viene convocato per il Campionato delle nazioni africane.
Nel 2021, il CT Kamou Malo lo include nella lista dei ventotto convocati per la Coppa d'Africa 2021.

## Palmarès

### Club

#### Competizioni nazionali
- Campionato burkinabé: 1

Rahimo: 2018-2019
- Coppa del Burkina Faso: 1

Rahimo: 2019
- Supercoppa del Burkina Faso: 1

Rahimo: 2020